# Hélène Darche
Pour les articles homonymes, voir Darche.
 (janvier 2017).
Si vous disposez d'ouvrages ou d'articles de référence ou si vous connaissez des sites web de qualité traitant du thème abordé ici, merci de compléter l'article en donnant les références utiles à sa vérifiabilité et en les liant à la section « Notes et références ».
Hélène Darche est une comédienne et metteur en scène française.

## Biographie
Elle a étudié à l'ENSATT. Elle aborde la mise en scène en 1988. Elle fonde la compagnie l'Amour Fou en 1990, puis la Compagnie du Passage en 2005.
Elle est l'auteur de douze adaptations pour le théâtre. Sa première pièce, Edith, la fille au père Gassion, est publiée aux Éditions Hors Commerce

## Récemment
- En 2022, elle met en scène L'élevage des enfants, de Vincent Daufin,
- En 2020, elle met en scène Au seuil de la vie, de Ulla Isaksson édité à l’Arche Éditeur (traduction Marie Hägg Allwright, Alice Allwright)
- En mai 2014, elle crée Entre les lignes, d'après Milena Jesenskà et Frank Kafka. Spectacle pour trois comédiennes et un comédien, piano et clarinette. TOP Boulogne.
- Décembre 2013, elle crée un spectacle d'après des textes de Jacques Prévert.
- En 2011, elle crée Sang d'Encre, un spectacle autour d'Alfred de Musset, notamment d'après la confession d'un enfant du siècle.
- En 2010, elle adapte et met en scène Denise au pied nu, d'après les journaux croisés d'un peintre et de son modèle. Avignon 2010, Paris 2011.
- En 2010, elle monte Huis Clos, de JP Sartre. Avignon 2010.
- De septembre à décembre 2009, elle reprend les hommes ne veulent plus mourir[1] de Juliette Speranza à la manufacture des Abbesses.
- En février 2009, elle adapte et met en scène La Petite chronique d'Anna Magdalena Bach, pour quatre comédiennes et une pianiste.

## Autres mises en scène
- 2008, elle met en scène Tailleur pour dames, de Feydeau à Confulences à Paris.
- 2008, elle reprend les hommes ne veulent plus mourir de Juliette Speranza au Festival d’Avignon, spectacle créé en Guyane en novembre 2007.
- 2008, elle adapte et monte Carnets de voyage d'après Blaise Cendrars en Sarthe et au théâtre de Mérignac
- 2007, elle présente Kroum l'ectoplasme de Hanokh Levin au Théâtre du Renard à Paris
- 2007, avec Ilan Zaoui et la compagnie ADAMA, elle coécrit et crée La Traversée au Casino de Paris.
- 2006, elle crée Dancing au théâtre du Renard, avec 15 comédiens, jeunes professionnels et amateurs
- 2004-2005, elle met en scène le spectacle La Vie rêvée de Fatna de et par Rachida Khalil, en collaboration avec Guy Bedos.

- 2005 : Les Deux orphelines d'Adolphe d'Ennery - théâtre du Renard
- 2003 : Auschwitz et après d'après Charlotte Delbo - dont elle est également interprète - théâtre de L'Escale à Levallois-Perret - tournée en 2004, 2005 et 2006
- 2002 : Edith, la fille au père Gassion de Linda Chaïb et Hélène Darche - Festival d'Avignon, tournée, reprise à Paris en octobre 2003 - tournée 2004
- 2002 : A cinquante ans elle découvrait la mer de Denise Chalem - Théâtre de Mérignac, tournée
- 2001 : Tranches de femmes d'après Philippe Minyana, David Benent, Dario Fo spectacle pour une comédienne et un accordéon, conçu pour être joué dans des bars
- 2001 : Charlotte F… de Daniel Besnehard - Festival d'Avignon 2001
- 2001 : A Little grain of sand de Christophe Allwright - traduction de Rosa Schwartz - création en anglais au Southern Repertory Theater (New Orleans - USA)
- 2000 : Journal d'une new-yorkaise d'après Dorothy Parker - Théâtre de l'Opprimé et Théâtre du Renard à Paris - Festival Futur Composé
- 1999 : A quel moment la poussière tombe de Christophe Allwright - (dont elle est également interprète) Festival d'Avignon, Théâtre de Proposition à Paris, tournée
- 1998 : Musiques juives en ballade comédie musicale avec Adama - Auditorium des Halles à Paris, Théâtre de Paris, tournée
- 1996 : Algérie en éclats d'après 23 auteurs algériens contemporains - Festival d’Avignon, Théâtre du Petit Hébertot à Paris, tournée 1996 à 1998 - France, Portugal, Italie, Tunisie
- 1996 : Paroles de verre de Françoise Renard - Festival d’Avignon
- 1995 : Voyage sans surveillance de Catherine Lévy (dont elle est également interprète) - Lavoir Moderne Parisien
- 1994 : Cabaret Yiddish spectacle musical avec Adama - Casino de Paris
- 1993 : Lettre d'une inconnue d'après Stefan Zweig (dont elle est également interprète) - Lavoir Moderne Parisien, Festival d’Avignon 93 et 95, tournées France, Belgique, Suisse
- 1992 : Passions et prairie de Denise Bonal - Lavoir Moderne Parisien
- 1992 : L'Appel de Lauren de Paloma Pedrero - Maison d’Espagne à Paris
- 1988 : La Jeune fille et la mort d’après Sophocle, Euripide, Shakespeare, Wilde, Goethe… - co-mise en scène avec Brigitte Girardey à la Fondation Boris Vian

## Adaptations
- 2008 : La Petite chronique d'Anna Magdalena Bach
- 2007 :Carnets de voyage d'après Blaise Cendrars
- 2006 : Dancing d'après Xavier Durringer
- 2005 : Auschwitz et après d’après Charlotte Delbo
- 2004 : Les Deux orphelines d'Adolphe d'Ennery
- 2003 : Bar de nuit d’après Durringer, Renaude, Bukowski…
- 2002 : Photos de famille d'après Jean-Claude Grumberg
- 2000 : Journal d'une new-yorkaise d’après Dorothy Parker
- 1998 : La Pluie d’été d’après Marguerite Duras
- 1995 : La Beauté s’appelle pluriel d’après Jacques Prévert
- 1993 : Lettre d’une inconnue d’après Stefan Zweig
- 1991 : Polar sur un fil conducteur de Richard Brautigan
- 1984 : Souriez, s’il vous plaît d’après Jean Rhys

## Texte publié
- 2002 : Edith, la fille au père Gassion aux Éditions Hors Commerce
- 2010 : Denise au pied nu, aux Éditions de l'Amandier, avec Jean-Diego Membrive et Denise Aaron-Schröpfer